# Lugano
Lugano este cel mai mare oraș din cantonul Ticino (în germană Tessin), în Elveția centrală, aproape de granița cu Italia. Orașul se întinde pe 48 km² la o altitudine de 273 metri, fiind situat pe malul nord-vestic al lacului Lugano (denumit în germană Luganersee, în italiană lago di Lugano sau și lago Ceresio), care se află în Alpi între lacul Major (lago Maggiore) și lacul Como (lago di Como).
Lugano se bazează din punct de vedere al resurselor pe turism, însă și pe numeroase bănci și pe sectorul financiar în general. Lugano este a treia piață financiară elvețiană. Alte industrii prezente sunt industria mașinilor, cea textilă, industria tutunului și fabricarea ciocolatei.
Primele documente care atestă existența cetății sunt datate la 875. Orașul, deja în posesia Ducatului Milano, a fost ocupat de elvețieni în 1512, sub autoritatea cărora rămâne până la 1798, an în care declară și obține independența și decide să intre și să facă parte din Confederația Elvețiană. Toponimul „Lugano” derivă probabil de la cuvântul latin "lucus", pădure sfântă.
Orașul are un caracter predominant lombard. Printre edificiile notabile se numără catedrala romanică a Sfântului Laurențiu (San Lorenzo) din a doua jumătate a secolului XI, și biserica Sfânta Maria a Îngerilor (Santa Maria degli Angioli) cu faimoasa frescă a Patimilor lui Cristos a lui Bernardino Luini.
Notabile sunt și lacul omonim, Orașul Vechi (Via Nassa, Piazza Riforma), Muntele Brè și Muntele San Salvatore. În Lugano se află facultățile de economie, științele comunicării si informatica ale Universității Elveției Italiene.
„Monte San Giorgio” de lângă Lugano a fost înscris în anul 2003 pe lista patrimoniului mondial UNESCO.

## Personalități născute aici
- Clay Regazzoni (1939 - 2006), pilot de curse;
- Carla Del Ponte (n. 1947), juristă;
- Elly Schlein (n. 1985), politiciană;
- Loris Kessel (1950 - 2010), pilot de Formula 1.